# Дарен Макгавин
Вилијам Лајл Ричардсон (енгл. William Lyle Richardson), познат као Дарен Макгавин (енгл. Darren McGavin), био је амерички глумац, рођен 7. маја 1922, у Спокену а преминуо 25. фебруара 2006, у Лос Анђелесу.